# Nova Xavantina
Nova Xavantina é um município brasileiro do estado de Mato Grosso, localizado na latitude sul 14º40'24", longitude oeste 52º21'11", a uma altitude de 275 metros acima do nível do mar. Em 2010, a população era de 19.475 habitantes e, 2018, de 21.231 habitantes.

## História
Por volta do ano de 1660, várias bandeiras percorreram a região para capturar índios e vendê-los como escravos; a exemplo das bandeiras de Bartolomeu Bueno da Silva, o Anhanguera, e Pires de Campos. Foram responsáveis pela lenda da Serra dos Martírios, que seria um lugar fantástico em formato dos martírios de Cristo, onde seria possível encontrar muito ouro de superfície. O que deu origem a uma "corrida do ouro", mesmo que o local nunca tenha sido encontrado. Nesse período, surgiram pequenas vilas de garimpeiros ao longo do Rio das Mortes, como a Vila de Araés; que foram abandonadas, logo que o ouro de lixiviação terminou.
A localidade começou a ser organizada em 1944, pela Expedição Roncador-Xingu; quando um dos membros avistou o Rio das Mortes, olhando de cima de um pau d’óleo. O acampamento de Xavantina foi montado em torno desta árvore e o nome foi homenagem aos habitantes originais: índios Xavante.
Em 1977, duas localidades estavam assentadas às margens do Rio das Mortes: Xavantina na margem direita e Nova Brasília na margem esquerda. O município de Nova Xavantina emancipou-se em 3 de março de 1980, sendo a união dos dois povoados. Nessa década, ocorreu forte migração de agricultores provindos da região sul do Brasil, que focaram no plantio de arroz. O que levou à devastação da mata original, abrindo o espaço para os campos agriculturáveis.

## Geografia
Segundo dados do Instituto Nacional de Meteorologia (INMET), desde 1994 a menor temperatura registrada em Nova Xavantina foi de 7,3 °C nos dias 18 de julho de 2000 e 4 de julho de 2003, e a maior atingiu 43,9 °C em 16 de outubro de 2017, superando o recorde anterior de 42,3 °C em 6 de outubro de 2015. O maior acumulado de precipitação em 24 horas foi de 169 milímetros (mm) em 8 de novembro de 2010. Outros grandes acumulados iguais ou superiores a 100 mm foram 152 mm em 13 de fevereiro de 1998, 129,3 mm em 11 de janeiro de 2011, 116,2 mm em 13 de janeiro de 2013, 111 mm em 4 de fevereiro de 2018, 105,8 mm em 9 de novembro de 2006, 103,1 mm em 12 de março de 2003 e 100,9 mm em 27 de março de 2012. Janeiro de 2004, com 596,7 mm, foi o mês de maior precipitação.
| Dados climatológicos para Nova Xavantina                                                                                            | Dados climatológicos para Nova Xavantina | Dados climatológicos para Nova Xavantina | Dados climatológicos para Nova Xavantina | Dados climatológicos para Nova Xavantina | Dados climatológicos para Nova Xavantina | Dados climatológicos para Nova Xavantina | Dados climatológicos para Nova Xavantina | Dados climatológicos para Nova Xavantina | Dados climatológicos para Nova Xavantina | Dados climatológicos para Nova Xavantina | Dados climatológicos para Nova Xavantina | Dados climatológicos para Nova Xavantina | Dados climatológicos para Nova Xavantina |
| Mês | Jan                                      | Fev                                      | Mar                                      | Abr                                      | Mai                                      | Jun                                      | Jul                                      | Ago                                      | Set                                      | Out                                      | Nov                                      | Dez                                      | Ano                                      |
| --- | ---------------------------------------- | ---------------------------------------- | ---------------------------------------- | ---------------------------------------- | ---------------------------------------- | ---------------------------------------- | ---------------------------------------- | ---------------------------------------- | ---------------------------------------- | ---------------------------------------- | ---------------------------------------- | ---------------------------------------- | ---------------------------------------- |
| Temperatura máxima recorde (°C) | 39,3                                     | 38,5                                     | 38,7                                     | 38,7                                     | 37,5                                     | 37,2                                     | 37,7                                     | 40,7                                     | 41,9                                     | 43,9                                     | 41,3                                     | 39,3                                     | 43,9                                     |
| Temperatura máxima média (°C) | 31,8                                     | 32,2                                     | 32,5                                     | 33,4                                     | 33                                       | 33                                       | 33,7                                     | 35,7                                     | 36,5                                     | 35,5                                     | 33                                       | 31,8                                     | 33,5                                     |
| Temperatura média compensada (°C)                                                                                                   | 25,4                                     | 25,5                                     | 25,4                                     | 25,2                                     | 23,4                                     | 21,8                                     | 21,9                                     | 23,7                                     | 26,3                                     | 27                                       | 25,9                                     | 25,5                                     | 24,8                                     |
| Temperatura mínima média (°C) | 21,5                                     | 21,4                                     | 21,3                                     | 19,9                                     | 16,7                                     | 14,1                                     | 13,5                                     | 14,5                                     | 18,7                                     | 21,1                                     | 21,5                                     | 21,6                                     | 18,8                                     |
| Temperatura mínima recorde (°C) | 18,6                                     | 15,9                                     | 17,5                                     | 10,7                                     | 7,7                                      | 9,1                                      | 7,3                                      | 9                                        | 10,5                                     | 15,1                                     | 16,5                                     | 18,1                                     | 7,3                                      |
| Precipitação (mm) | 292,3                                    | 218,8                                    | 193,8                                    | 67,8                                     | 3,6                                      | 4,3                                      | 1,1                                      | 3,7                                      | 32,7                                     | 111,7                                    | 221,6                                    | 266,3                                    | 1 417,7                                  |
| Dias com precipitação (≥ 1 mm) | 18                                       | 15                                       | 15                                       | 5                                        | 1                                        | 0                                        | 0                                        | 1                                        | 4                                        | 8                                        | 13                                       | 17                                       | 97                                       |
| Umidade relativa compensada (%) | 87,3                                     | 87,5                                     | 87,2                                     | 83,5                                     | 77,7                                     | 74,8                                     | 68,2                                     | 57,2                                     | 60,2                                     | 71,8                                     | 83,6                                     | 86,5                                     | 77,1                                     |
| Insolação (h) | 153,1                                    | 149,7                                    | 186                                      | 244,2                                    | 270,7                                    | 273,8                                    | 288,7                                    | 299,7                                    | 213,5                                    | 188,8                                    | 160,5                                    | 139,6                                    | 2 568,3                                  |
| Fonte: Instituto Nacional de Meteorologia (INMET) (normal climatológica de 1981-2010; recordes de temperatura: 04/04/1994-presente) |                                          |                                          |                                          |                                          |                                          |                                          |                                          |                                          |                                          |                                          |                                          |                                          |                                          |

## Economia
A agropecuária continua sendo a base econômica da cidade, que também possui um centro comercial razoável. Nova Xavantina tem grande potencial turístico natural, pois é cercada pela Serra do Roncador e cortada pelo Rio das Mortes.

## Infraestrutura
Um campus da Universidade do Estado de Mato Grosso (UNEMAT) está localizada em Nova Xavantina, e oferece graduação em Agronomia, Biologia, Turismo e Engenharia Civil; e Mestrado e Doutorado Acadêmico em Ecologia e Conservação.
A cidade conta com dois hospitais (um municipal e outro privado) e postos de saúde nos bairros da cidade. A base regional do corpo de bombeiros também está localizada no município.
A televisão, o rádio e a internet são os principais meios de comunicação, como:
- TV Cidade SBT, Canal 09
- Radio Nova Xavantina AM 710 kHz
- Radio Roncador FM 104.9 MHz

## Últimos prefeitos eleitos
| Ano  | Prefeito        | Partido | Votos | %      | Ref    |
| ---- | --------------- | ------- | ----- | ------ | ------ |
| 2004 | Robison Pazetto | PP      | 5.399 | 51,90  | [ 13 ] |
| 2008 | Gercino         | PTB     | 7.552 | 70,18  | [ 14 ] |
| 2012 | Gercino         | PSD     | 6.593 | 61,05  | [ 15 ] |
| 2016 | João Cebola     | PSD     | 7.932 | 100,00 | [ 16 ] |
| 2020 | João Bang       | PSB     | 5.205 | 47,88  | [ 17 ] |
| 2024 | João Bang       | UB      | 8.414 | 72,88  | [ 18 ] |